# Yayasan Senang Hati
Die Yayasan Senang Hati (Senang Hati Foundation, deutsch Glück-Stiftung) ist eine Non-Profit-Organisation in Bali, Indonesien. Sie unterstützt Menschen mit Behinderungen. Der Name Senang Hati im Indonesischen lässt sich grob als „Glückliche Herzen“ übersetzen. Die Stiftung bietet Programme um Selbstbewusstsein, körperliche und ökonomische Unabhängigkeit und Achtsamkeit in der Gesellschaft für die Rechte von Menschen mit Behinderungen zu entwickeln. Senang Hati arbeitet mit Ehrenamtlichen, die mit Fähigkeiten, Training und sozialer Interaktion unterstützen. Die Stiftung organisiert auch Rollstühle und Unterbringung und betreibt die Senang Hati Places, ein Heim für Kinder mit Behinderungen.

## Geschichte
Putu Suriati, die Gründerin der Senang Hati Foundation, erkrankte in ihrer Jugend an Polio und verlor die Beherrschung über ihre Beine. Während sie an das Haus gebunden war, erhielt sie Malunterricht von ihrem Onkel und konnte bis Mitte der 1980er ihren Lebensunterhalt mit Verkäufen an Touristen verdienen, bis die Konkurrenz zu stark wurde. 1989 erhielt sie einen Rollstuhl von Judy Slattum. Der Rollstuhl gab ihr mehr Bewegungsfreiheit, so dass sie auch ihr Heim verlassen und sich mit anderen Malerinnen treffen konnte, um in Bali die Seniwati Gallery zu gründen.
Im Jahr 2000 veranstaltete Suriati eine Ausstellung ihrer Arbeiten im Bali Beach Hotel. Bei dieser Ausstellung traf Suriati eine ganze Reihe von Menschen mit Behinderungen und konnte ein informelles Netzwerk mit anderen anknüpfen, die ebenfalls an Behinderungen litten. Es entstand ein Programm mit Besuchen, Aktivitäten und Exkursionen. Als der Australier Vern Cork zur Gruppe stieß (ebenfalls ein Rollstuhlfahrer), wurde das Programm erweitert und wuchs bis zu dem Punkt, an dem die Gruppe Kontakt mit der Bali Hati Foundation aufnahm, um Unterstützung zu erhalten.
Mit der Hilfe der Bali Hati Foundation wurde die Senang Hati Foundation als Non-Profit-Organisation begründet. 2003 zog die Stiftung in leerstehende Schulgebäude. Die Pachtgebühren für den Fünfjahresvertrag erhielt die Stiftung von dem Amerikaner Glen Adams.

## Ziele
Die Senang Hati Foundation zielt darauf ab:
1. Menschen mit Behinderungen zu treffen und sie aus sozialer Isolation zu befreien
2. Technische Unterstützung zu bieten, um körperliche Unabhängigkeit zu erreichen
3. Das Selbstvertrauen der Menschen zu stärken und ihnen ein normales Sozialleben zu ermöglichen
4. Selbstvertrauen durch unterstützendes Training zu stärken
5. Fähigkeiten zu lehren, die den Mitgliedern die Möglichkeit geben sich selbst zu versorgen (vor allem Techniken wie Malen, Schneidern und Schnitzen)[6]

Eine Hauptaufgabe des Zentrums ist es, Menschen mit Behinderungen in Bali aufzusuchen und Freundschaft und Unterstützung zu bieten, um sie aus der Isolation zu befreien und Integration in die Gesellschaft zu ermöglichen.

## Hintergrund
Non-profit Organisationen sind in Indonesien besonders wichtig, da staatliche Unterstützung für Menschen mit Behinderungen sehr beschränkt sind. Ohne Unterstützung aus dem Privatbereich bleiben viele Balinesen, vor allem Kinder, remain marginalisiert. Sie können nicht zur Gesellschaft beitragen. In vielen Teilen Indonesiens und vor allem im hinduistischen Bali, hat ein behindertes Kind auch die Bedeutung von Strafe durch schlechtes Karma.
Viele Menschen glauben, dass das Kind bestraft ist oder, dass ein „schlechter“ Geist eines verstorbenen Ahnen in dem Kind reinkarniert wurde. Damit ist ein behindertes Kind eine Schande für die Familie. In der Vergangenheit wurden diese Kinder oft in Hinterräumen versteckt, gingen nie zur Schule und erhielten nur wenig oder keine medizinische Betreuung. Die Sichtweise ändern sich, aber man kann noch immer Kinder und sogar Erwachsene antreffen, die auf diese Weise weggesperrt wurden.

## Angebote

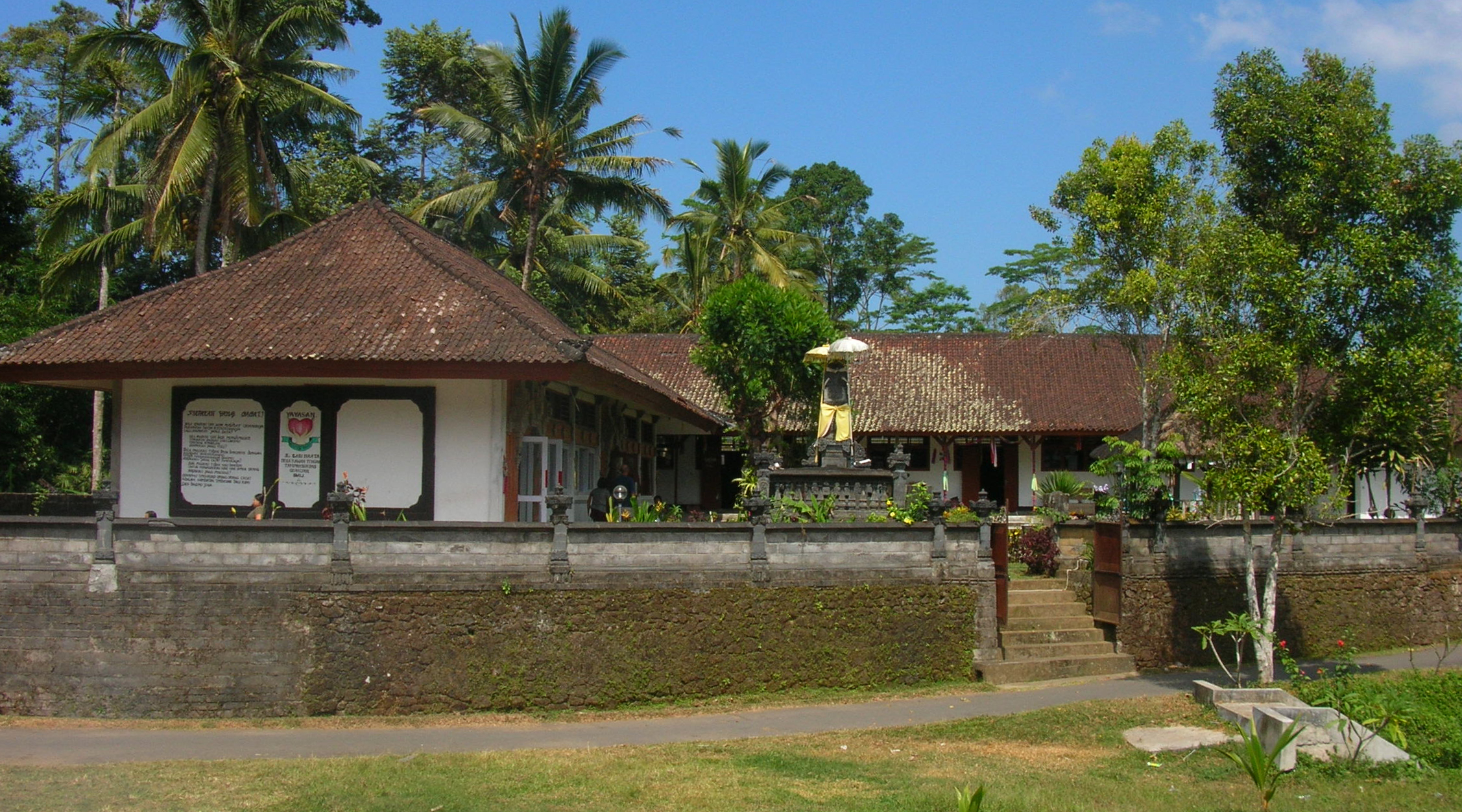
Senang Hati-Zentrum in Tampaksiring, Bali.

Mit Unterstützung durch ehrenamtliche Helfer bietet die Stiftung Unterricht in Lesen und Schreiben in Indonesisch an, handwerkliche, Kunst und Kunsthandwerkkurse, wobei einige der Produkte auch verkauft werden. Einige der Mitglieder wurden im Laufe der Zeit zu angesehenen Malern, vor allem Wayan Tono, Wayan Damai, Putu Suriati, Ageng Sudin und Holis Sudin.
Senang Hati hat mit Hilfe anderer Organisationen, wie der Wheelchair Foundation, Rollstühle für Menschen mit Behinderungen zur Verfügung gestellt. Zusätzlich stellt die Stiftung auch einen Physiotherapeuten und einen Audiometristen, die Patienten besuchen und behandeln.
Die Organisation bietet auch Unterbringung für mehr als zwanzig Menschen mit Behinderungen, die nur schwer selbstständig leben könnten. Das Zentrum ist für Kurzzeitaufenthalte kostenfrei, von denen, die längere Zeit bleiben, wird ein kleiner finanzieller Beitrag erbeten.
In Partnerschaft mit anderen Organisationen kann Senang Hati auch weitere Formen der Unterstützung organisieren, wenn es erforderlich ist, beispielsweise Bezahlung von Schulgeld in Verbindung mit der niederländischen Organisation Stichting WINS.

## Finanzen und Verwaltung

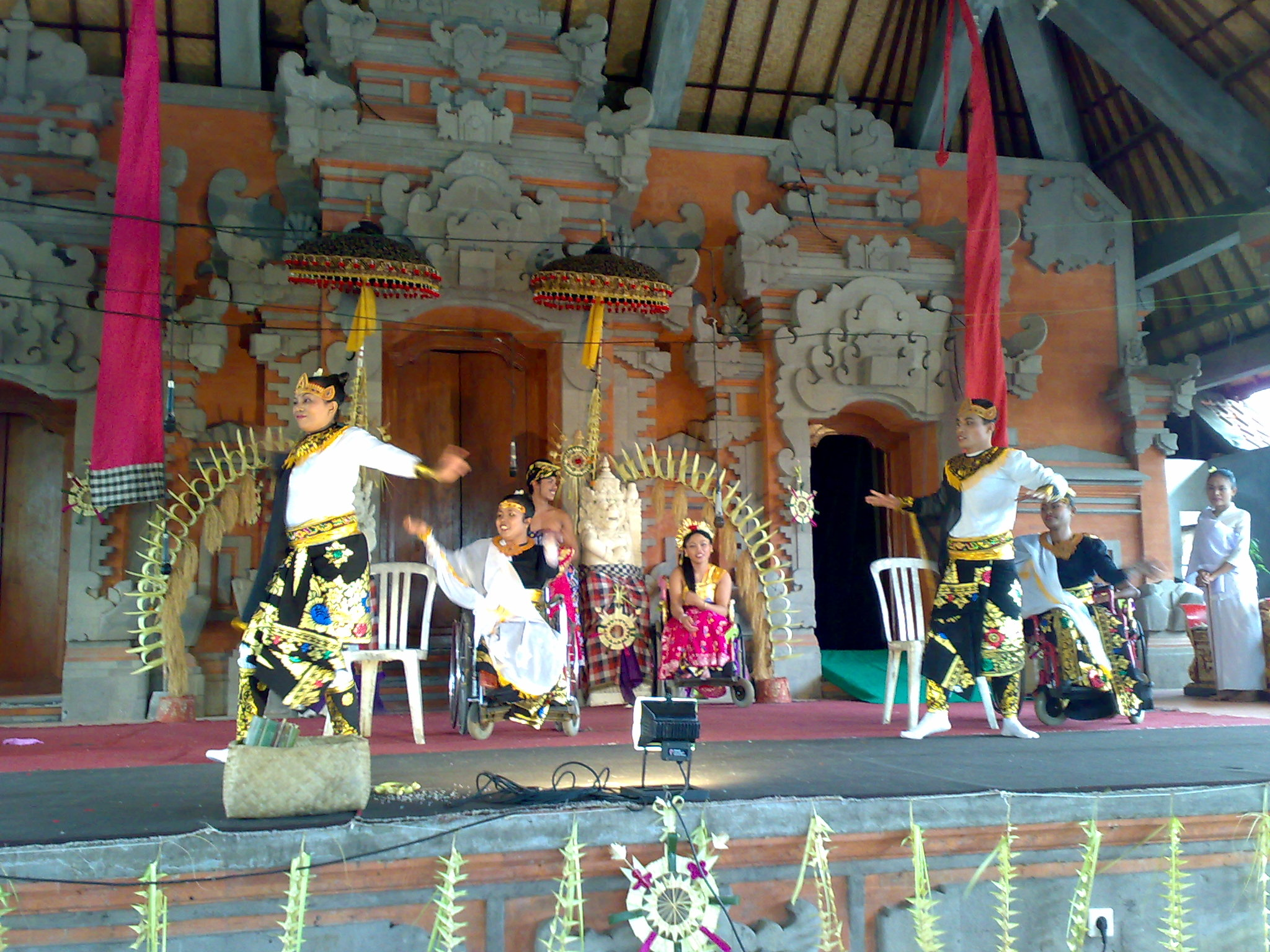
Mitglieder der Senang Hati Foundation bei der Aufführung einer Diah Larasati A Drama & Dance Performance in Ubud, Bali. Rollstuhltanz.

Freiwillige Helfer sind eine Hauptkraft der Stiftung. Das Zentrum arbeitet mit Reisenden, die mindestens eine Woche mitarbeiten möchten. Die meisten Volunteers sind Briten oder Niederländer.
Finanziell ist die Senang Hati Foundation angewiesen auf Spenden von Einzelpersonen und Organisationen, wie die Stichting Kinderpostzegels Nederland oder Liliane Fonds. Spezielle Unterstützung kommt von der Wheelchair Foundation und verschiedenen Rotary Clubs. Außerdem betreibt die Organisation eine Kunst-Galerie und einen Shop bei ihrem Zentrum in Tampaksiring, wo Produkte verkauft werden, welche die Menschen mit Behinderungen hergestellt haben.
Fundraising geschieht auch durch Shows, wie 2008 mit Diah Larasati einem balinesischen Drama. Dabei werden zum einen Gelder eingeworben, zum anderen Öffentlichkeitsarbeit, unter anderem für das Recht von Kindern auf Schule, gemacht.